# 쇠즈
《쇠즈》(튀르키예어: Söz)는 2017년부터 2019년까지 방영된 터키의 텔레비전 드라마이다.